# Tumanowka (Kaliningrad, Slawsk)
Tumanowka (russisch Тумановка, deutsch Bartscheiten, 1938 bis 1945 Oswald, litauisch Barčaičiai) ist ein Ort in der russischen Oblast Kaliningrad. Er gehört zur kommunalen Selbstverwaltungseinheit Stadtkreis Slawsk im Rajon Slawsk.

## Geographische Lage
Tumanowka ist ein weit verstreuter Ort und grenzt an den Nordwesten der Kreisstadt Slawsk (Heinrichswalde). Durch den Nordosten des Ortes verläuft die Regionalstraße 27A-034 (ex R513), von wo aus das Ortsgebiet bis an die Große Selse (heute russisch: Nemoninka) reicht. Durch das Ortsgebiet verläuft die Bahnstrecke Kaliningrad–Sowetsk (Königsberg–Tilsit), deren nächste Bahnstation die in Schtscheglowka ((Groß) Brittanien) ist.

## Geschichte
Das ehemals Bartscheiten genannte weitläufige Dorf, in dem eine Molkerei ansässig war, wurde im Jahre 1874 in den neu errichteten Amtsbezirk Skirbst (ab 1939 „Amtsbezirk Heideckshof“, der russische Ortsname des heute nicht mehr existenten Ortes war „Slobodskoje“) eingegliedert. Dieser gehörte bis 1945 zum Kreis Niederung (1938 in „Kreis Elchniederung“ umbenannt) im Regierungsbezirk Gumbinnen der preußischen Provinz Ostpreußen.
Im Jahre 1910 waren in Bartscheiten 229 Einwohner gemeldet. Ihre Zahl betrug 1925 noch 224, 1933 – nach der am 30. September 1928 erfolgten Eingemeindung des Gutsbezirks Gumbehlischken (1938 bis 1946: Eichholz, russisch: Grawinoje, heute nicht mehr existent) – 232 und 1939 noch 220. Am 3. Juni 1938 – amtlich bestätigt am 16. Juli 1938 – wurde Bartscheiten in „Oswald“ umbenannt.
In Kriegsfolge kam der Ort 1945 mit dem nördlichen Ostpreußen zur Sowjetunion. Er erhielt 1947 die russische Bezeichnung „Tumanowka“ und wurde gleichzeitig dem Dorfsowjet Timirjasewski selskoi sowet im Rajon Slawsk zugeordnet. Von 2008 bis 2015 gehörte Tumanowka zur Landgemeinde Timirjasewskoje selskoje posselenije und seither zum Stadtkreis Slawsk.

## Kirche
Der weitaus überwiegende Teil der Einwohner Bartscheitens resp. Oswalds war vor 1945 evangelischer Konfession. Das Dorf gehörte zum Kirchspiel der Kirche Neukirch im Kirchenkreis Niederung (Elchniederung) innerhalb der Kirchenprovinz Ostpreußen der Kirche der Altpreußischen Union. Heute liegt Tumanowka im Einzugsgebiet der in den 1990er Jahren neu entstandenen evangelisch-lutherischen Kirchengemeinde in Slawsk (Heinrichswalde). Sie ist Pfarrgemeinde der gleichnamigen Kirchenregion innerhalb der Propstei Kaliningrad der Evangelisch-lutherischen Kirche Europäisches Russland.